# Demerara-Mahaica
Demerara-Mahaica ist eine Region im Norden Guyanas mit einer Fläche von 2.232 km².
Die Region grenzt im Norden an den Atlantischen Ozean, an die Region Mahaica-Berbice im Osten, an die Region Upper Demerara-Berbice im Süden und an die Region Essequibo Islands-West Demerara im Westen. In der Region liegt die Hauptstadt Guyanas, Georgetown. Andere Städte der Region sind Buxton, Enmore, Victoria und Paradise.